# رباعي هيدروفوران (صفحة البيانات)
هذه الصفحة توفر بيانات كيميائية تكميلية عن مادة رباعي هيدرو الفوران(tetrahydrofuran).

## صحيفة بيانات سلامة المواد
يتطلب التعامل مع هذه المادة الكيميائية اتخاذ احتياطات أمان كبيرة. إضافة إلى ذلك، من المستحسن بشدة البحث عن ورقة بيانات سلامة المواد (MSDS) الخاصة بهذه المادة من مصدر موثوق مثل SIRI، واتباع توجيهاتها. وهي تتوفر في Mallinckrodt Baker.

## البنية والخصائص
| البنية والخصائص          | البنية والخصائص                           |
| ------------------------ | ----------------------------------------- |
| معامل الانكسار، ند       | 1.4040 عند 25 درجة مئوية                  |
| رقم آبي                  | ؟                                         |
| ثابت العزل الكهربائي، εr | 7.52 ε0 عند 22 درجة مئوية                 |
| قوة الرابطة              | ؟                                         |
| طول الرابطة              | ؟                                         |
| زاوية الرابطة            | ؟                                         |
| القابلية المغناطيسية     | ؟                                         |
| اللزوجة                  | 0.456 ميجا باسكال ثانية عند 25 درجة مئوية |

## ضغط بخار السائل

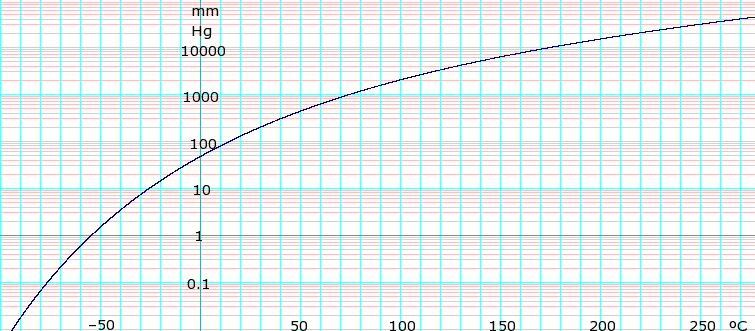
سجل_{10} ضغط بخار رباعي هيدروفوران. يستخدم الصيغة: تم الحصول عليها من CHERIC

ضغط البخار هو 143 مم زئبق عند 20 درجة مئوية
| P بوحدة ملي بار              | P بوحدة ملي بار              | 9.9 | 19.5 | 36.3 | 63.9 | 107 | 173 | 268 | 402 | 586 | 831 | 1013 |
| درجة الحرارة بالدرجة المئوية | درجة الحرارة بالدرجة المئوية | -30 | -20  | -10  | 0    | 10  | 20  | 30  | 40  | 50  | 60  | 66   |

## البيانات الطيفية
| الأشعة فوق البنفسجية والمرئية          | الأشعة فوق البنفسجية والمرئية |
| -------------------------------------- | ----------------------------- |
| λالحد الأقصى                           | ؟ ن م                         |
| معامل الانقراض، ε                      | ؟                             |
| الأشعة تحت الحمراء                     |                               |
| نطاقات الامتصاص الرئيسية               | ؟ سم−1                        |
| الرنين النووي المغناطيسي               |                               |
| الرنين النووي المغناطيسي للبروتون      |                               |
| الرنين النووي المغناطيسي للكربون-13    |                               |
| بيانات الرنين المغناطيسي النووي الأخرى |                               |
| مطيافية الكتلة                         |                               |
| كتل من </br> الأجزاء الرئيسية          |                               |